# Takayuki Kuwata
Takayuki Kuwata (n. 26 iunie 1941) este un fost fotbalist japonez.

## Statistici
| Japonia | Japonia | Japonia |
| An      | Meciuri | Goluri  |
| ------- | ------- | ------- |
| 1961    | 2       | 1       |
| 1962    | 3       | 1       |
| Total   | 5       | 2       |